# Anthony Carmona
Pour les articles homonymes, voir Carmona.
Anthony Carmona, né le 7 mars 1953 à Palo Seco, est un magistrat et homme d'État trinidadien. Il est Président de la république de Trinité-et-Tobago de 2013 à 2018.
Auparavant, il est juge de la Cour suprême de Trinité-et-Tobago, ainsi que juge à la Cour pénale internationale.